# Sylvilagus mansuetus
Il coniglio di boscaglia di San Jose (Sylvilagus mansuetus Nelson, 1907) è una specie di silvilago endemica dell'isola omonima, situata di fronte alle coste della Baja California Sur, in Messico.
Questa specie, originatasi da una popolazione insulare di conigli di boscaglia, a cui peraltro somiglia moltissimo nell'aspetto, si nutre dei cactus e delle altre succulente che trova sugli aridi terreni della piccola isola, vasta 170 km².
Nonostante sia ancora abbastanza diffuso, questo silvilago non è mai stato studiato accuratamente e sappiamo pochissimo della sua biologia.